# Vains
Vains település Franciaországban, Manche megyében. Lakosainak száma 760 fő (2022. január 1.). Vains Bacilly, Genêts és Marcey-les-Grèves községekkel határos.

## Népesség
A település népessége az elmúlt években az alábbi módon változott:
| Lakosok száma | 457  | 518  | 623  | 758  | 742  | 741  | 722  | 745  | 747  | 760  |
|               | 1968 | 1982 | 1990 | 2006 | 2013 | 2015 | 2017 | 2019 | 2020 | 2022 |